# معركة بيت حانون
معركة بيت حانون هي معركة مستمرة بدأت في 27 أكتوبر 2023 في خضم الغزو الإسرائيلي لقطاع غزة 2023.

## المعركة
وفي 27 أكتوبر، ذكرت حماس أن جناحها العسكري يواجه القوات الإسرائيلية في بيت حانون شمال غزة، مع وقوع "اشتباكات عنيفة". وذكرت مصادر فلسطينية أن الجيش الإسرائيلي نفذ "توغلاً محدوداً للغاية" في ضواحي بيت حانون خلال الليل. وفي اليوم نفسه، أعلنت حماس أنها "أحبطت توغلاً برياً إسرائيلياً في بيت حانون".
في 31 أكتوبر، زعمت القوات الإسرائيلية أنها تقدمت إلى ضواحي بيت حانون لإجراء عمليات تطهير، في محاولة لمحاصرة مدينة غزة.
في 1 نوفمبر، قالت حماس إنها دمرت العديد من الدبابات والمركبات المدرعة الإسرائيلية، بما في ذلك أربع دبابات ميركافا إسرائيلية على الأقل باستخدام أسلحة ياسين 105 المضادة للدبابات في بيت حانون. كما ادعت كتائب القسام أنها قصفت تجمعا لجنود الجيش الإسرائيلي بالقرب من بيت حانون باستخدام طائرة بدون طيار. وفي اليوم التالي، أفادت مصادر مؤيدة للفلسطينيين أن القوات الإسرائيلية كانت تتقدم من الشرق والجنوب كجزء من محاولة تطويق بيت حانون والتقدم فيها.
في 4 نوفمبر، واصل الجيش الإسرائيلي تقدمه في بيت حانون. ووقعت اشتباكات في شارع الكرامة، الشارع الرئيسي الممتد بين شمال وجنوب المدينة. ونشرت كتائب القسام لقطات لمقاتليها وهم يناورون عبر أنظمة الأنفاق في بيت حانون ويهاجمون القوات الإسرائيلية بمختلف الأسلحة.
وفي 11 تشرين الثاني/نوفمبر، أعلن الجيش الإسرائيلي عن مقتل أربعة جنود إسرائيليين في نفق مفخخ في بيت حانون، بينما قتل آخر في معارك في الشمال. وادعى كذلك أنه تقدم إلى ما وراء المدينة في 12 نوفمبر/تشرين الثاني أو قبله، وأصدر شريط فيديو يظهر لواء هارئيل التابع للجيش الإسرائيلي وهو يعمل جنوب بيت حانون. ويواصل مقاتلو حماس مهاجمة قوات الدفاع الإسرائيلية في بيت حانون خارج خط تقدم قوات الدفاع الإسرائيلية. وقالت كتائب القسام إنها فجرت عبوة ناسفة مضادة للأفراد استهدفت قوات من الجيش الإسرائيلي كانت تحتمي في منزل في بيت حانون.
وفي 15 نوفمبر، أعلنت حماس أنها دمرت أربع مركبات إسرائيلية بصواريخ ياسين 105 في بيت حانون.
في 18 ديسمبر 2023، زعمت تقارير أن القوات الإسرائيلية سيطرت بالكامل على بيت حانون ودمرت كتيبة بيت حانون التابعة لحماس.
بحلول 20 ديسمبر/كانون الأول، تحولت إسرائيل إلى تنفيذ عمليات داخل المنطقة، في حين واصلت حماس شن هجمات على القوات الإسرائيلية باستخدام الأسلحة الصغيرة، بما في ذلك إطلاق النار بإستخدام السيارات.
في 24 ديسمبر/كانون الأول، انسحبت القوات الإسرائيلية من بيت حانون وسط قتال عنيف مع الجماعات المسلحة الفلسطينية. وأفاد المدنيون العائدون إلى أنقاض البلدة بعدم وجود أي مركبات في الأفق. وواصلت القوات الإسرائيلية قصفها للمدينة.
وعاد سكان بيت حانون السابقون إلى أنقاض البلدة بعد انسحاب القوات الإسرائيلية منها. وشمل الدمار المدينة بأكملها، وقال السكان إن "جميع المباني دمرت"، ووصفوا معظم بيت حانون بأنها "سويت بالأرض".
وفي 26 ديسمبر/كانون الأول، هاجمت حركة حماس القوات الإسرائيلية التي كانت تقوم بعمليات إعتقال باستخدام عبوة ناسفة. وشوهد المدنيون أيضًا وهم يمزقون الأعلام الإسرائيلية التي تركت فوق الأنقاض بعد انسحاب الجيش الإسرائيلي.
في 15 يناير 2024، أطلقت سرايا القدس وابلًا من الصواريخ من بيت حانون باتجاه جنوب إسرائيل عندما بدأ المسلحون الفلسطينيون بالتسلل إلى المناطق التي كان الجيش الإسرائيلي قد تواجد فيها سابقًا في شمال غزة.
في 9 مارس/آذار، قامت كتيبة نتساح يهودا (الفرقة 143) التابعة للواء كفير التابع للجيش الإسرائيلي بعمليات في بيت حانون مستهدفة المقاتلين الفلسطينيين الذين عادوا منذ انسحاب الجيش الإسرائيلي السابق.
23 - مارس - 2024 توغلت عشرات الآليات العسكرية الإسرائيلية، السبت، بشكل مفاجئ في المناطق الشرقية لبلدة بيت حانون، شمالي قطاع غزة. وأفادت تقارير إخبارية بأن دبابات وآليات إسرائيلية توغلت إلى منطقة “البورة”، التي تقع في المناطق الشرقية لبيت حانون، وسُمعت أصوات اشتباكات وانفجارات في المنطقة.
في 4 أبريل 2024، واصل لواء جيفين 7643 (فرقة غزة) وكتيبة نتساح يهودا (لواء كفير 900، فرقة الاحتياط 99) عملياتهم في بيت حانون وأعلنوا مقتل قائد سرية تابعة لحماس.
في 20 أبريل، أعلنت وزارة الصحة في غزة أن القوات الإسرائيلية إرتكبت 6 مجازر بحق المدنيين في بيت حانون ثم إنسحبت من المدينة.

## جرائم بحق سكان
قال مواطنون فلسطينيون، نجحوا في النزوح من بلدة بيت حانون شمال قطاع غزة، الثلاثاء، إن الجيش الإسرائيلي اعتقل مواطنين واعتدى على نساء وأطلق النار على النازحين داخل مدارس الإيواء